# 유대철
유대철(劉大喆, 1826년 ~ 1839년 10월 31일)은 조선의 천주교 박해 때에 순교한 한국 천주교의 103위 성인 중에 한 사람으로, 그들 중 가장 나이 어린 성인이다. 세례명은 베드로(Petrus), 축일은 9월 20일이다.

## 생애
부친은 1839년 참수형으로 순교한 성인 유진길(劉進吉, 1791∼1839)이다. 유진길은 정3품 당상역관(堂上譯官)으로 일한 역관이었으며 1823년 중국 선교사 마테오 리치 신부가 쓴 ≪천주실의≫의 영향으로 천주교 신자가 되었다. 부친의 영향으로 유대철도 천주교 신자가 되었으며, 모친의 반대에도 믿음을 지키는 순수한 청소년이었다. 반면에, 그의 어머니와 누나는 천주교에 적대적이었으므로 그를 괴롭혔다. 그러나 유대철은 그들의 회개를 위해 기도했다.
1839년 기해년에 박해가 일어나자, 아버지 유진길을 포함한 많은 교우들의 체포 소식을 듣고서는 순교를 결심하고, 포도청에 자수하였다. 그는 포도청에서 극심한 형벌과 고문을 견뎠다. 그는 형리가 그의 허벅지 살을 뜯어내는 고문에도 굴하지 않았고, 빨간 숯덩이를 입에 넣으려는 협박을 받으면서도 오히려 그것을 집어 넣으라며 입을 벌리며 당당히 배교를 거부했다. 그는 총 14 차례의 형벌을 받았고, 100여대의 태형과 40여대의 장형을 맞아 피투성이가 되었지만, 언제나 만족스럽고 평온한 표정을 지었다.
그는 1839년 10월 31일 포도청 감옥 안에서 교수형을 받고 순교하였다. 그때 그의 나이 14세였다.

## 시복 · 시성
유진길 아우구스티노와 유대철 베드로 부자는 1925년 7월 5일에 로마 성 베드로 광장에서 교황 비오 11세가 집전한 79위 시복식을 통해 복자 품에 올랐고, 1984년 5월 6일에 서울특별시 여의도에서 한국 천주교 창립 200주년을 기념하여 방한한 교황 요한 바오로 2세가 집전한 미사 중에 이뤄진 103위 시성식을 통해 성인 품에 올랐다.

## 같이 보기
- 한국의 가톨릭 성인

## 참고 자료
- 가톨릭 사전